# Prospekt Veteranov (metrostation)
Prospekt Veteranov (Russisch: Проспект Ветеранов) is een station van de metro van Sint-Petersburg. Het is het zuidwestelijke eindpunt van de Kirovsko-Vyborgskaja-lijn en werd geopend op 29 september 1979. Het metrostation is genoemd naar een straat in de omgeving, de Veteranenlaan.
Het station ligt 8 meter onder de oppervlakte en beschikt over een perronhal met zuilen. Station Prospekt Veteranov heeft geen bovengronds toegangsgebouw, maar een ondergrondse stationshal; de uitgangen leiden naar de Boelvar Novatorov (Vernieuwerslaan). De zuilen zijn afgewerkt met zwarte natuursteen, de wanden langs de sporen zijn bekleed met marmer. Boven de ingang zijn haut-reliëfs aangebracht die de geschiedenis van de Sovjet-Unie uitbeelden.